# Rune Larsson (militär)
Sven Rune Verner Larsson, född 31 oktober 1920 i Locknevi församling, död 10 juli 2012 i Nacka församling, var en svensk officer i Flygvapnet.

## Biografi
Larsson blev fänrik i Flygvapnet 1943 vid Göta flygflottilj. Han befordrades till löjtnant 1945, till kapten 1950, till major 1957, till överstelöjtnant 1962, till överste 1966 och till överste av 1:a graden 1977.
Larsson inledde sin militära karriär 1943 vid Göta flygflottilj. 1944–1948 utbildade han sig vid Krigsflygskolan (F 5), och 1948–1949 vid Flygkrigshögskolan (FKHS). 1949–1950 tjänstgjorde han vid Flygstaben. 1950–1952 tjänstgjorde han vid Södertörns flygflottilj (F 18). Efter en stabskurs vid Flygkrigshögskolan 1952–1953, återkom han till Flygstaben för tjänstgöring åren 1953–1956. 1956 tjänstgjorde han på Östgöta flygflottilj (F 3), där han blev flygchef 1957, och baschef 1960. 1961–1964 var han sektionschef och 1965–1966 var han stabschef vid Tredje flygeskadern (E 3). 1966–1969 var han chef för flyglinjen vid Militärhögskolan (MHS). 1969–1976 var han sektorflottiljchef vid Norrbottens flygflottilj (F 21/Se ÖN). 1977–1981 var han systeminspektör vid Flygstaben. Larsson avgick 1981 som överste av 1:a graden.
Larsson gifte sig 1944 med Harriet Löfgren; tillsammans fick de två barn, Ulf och Jörgen.
Rune Larsson är gravsatt i minneslunden på Ulriksdals begravningsplats.

## Utmärkelser
- Riddare av Svärdsorden, 1961.[4]
- Kommendör av Svärdsorden, 6 juni 1970.[5]
- Kommendör av första klass av Svärdsorden, 6 juni 1974.[6]